# جيسون باليستيروس
جيسون باليستيروس مواليد 7 أكتوبر 1985 في بانغاسينان، الفلبين، هو لاعب كرة سلة فلبيني. بدأ مسيرته الاحترافية في سنة 2011. يلعب في الرابطة الفلبينية لكرة السلة كلاعب وسط. يحمل الرقم 81. يبلغ طوله 6 قدم 6 بوصة (2.0 م).

## المسيرة الاحترافية
لعب مع ميرالكو بولتز في موسم 2011–2012، ثم لعب مع باراكو بول إنرجي في موسم 2012–2013، ثم لعب مع ميرالكو بولتز في سنة 2014.